# Abdelaziz Kacem
Abdelaziz Kacem, né le 2 avril 1933 à Bennane, est un écrivain, poète et universitaire tunisien.

## Biographie
Abdelaziz Kacem est agrégé d'arabe et a reçu sa formation à la Sorbonne. 
Il est le directeur de la Bibliothèque nationale de Tunisie entre 1983 et 1985. Il occupe également d'autres hautes fonctions au sein du ministère de la Culture et dirige l'Établissement de la radiodiffusion-télévision tunisienne. Il a enseigné à l'Institut de presse et des sciences de l'information, à l'École normale supérieure de Tunis et à la faculté des lettres de l'université de La Manouba.

## Distinctions
- Prix Ibn Zaydun décerné par l'Institut hispano-arabe de culture en 1986[4] ;
- Prix du rayonnement de la langue et de la littérature françaises en 1998 ;
- Grand officier de l'Ordre de la République (Tunisie) en 2019[5] ;
- Officier de l'ordre des Arts et des Lettres[3].

## Publications
- Tendances de la poésie tunisienne contemporaine, Leyde, Arabica, 1970.
- (ar) Hasâd al-shams [« La Moisson du soleil »], Tunis, Ben Abdallah, 1975.
- Le Frontal  (préf. Pierre Emmanuel), Tunis, Maison tunisienne de l'édition, 1983, 70 p.
- Marco Polo ou le nouveau livre des merveilles, Villeneuve-lès-Avignon/Montréal, CIRCA/Boréal Express, 1985, 288 p. (ISBN 978-2-8905-2135-3).
- (ar) Nawbat hubb fî ‘asr al-karâhiyya [« Accès d'amour au temps de la haine »], Tunis, Maison arabe du livre, 1991.
- L'Hiver des brûlures, Tunis, Cérès Éditions, 1994, 110 p.
- Science et conscience des mots : poétique d'Orient et d'Occident, Tunis, Cérès Éditions, 1994, 192 p. (ISBN 978-9973-19-067-3).
- Culture arabe/culture française : la parenté reniée, Paris, L'Harmattan, 2002, 222 p. (ISBN 978-2-7475-2281-6).
- Le voile est-il islamique ? : le corps des femmes, enjeu de pouvoir, Montpellier, Chèvre-feuille étoilée, 2004, 72 p. (ISBN 978-2-9144-6716-2).
- Lumières du Levant : Abû l-‘Alâ' al-Ma‘arrî et son temps, Bruxelles, Centre culturel arabe de Bruxelles, 2006.Avec Daniel De Smet
- La Chrestomathie arabe, Paris, Presses universitaires de France, 2008, 960 p. (ISBN 978-2-13-057157-5).Ouvrage collectif : établissement, actualisation et réédition d'un ouvrage d'Antoine-Isaac Silvestre de Sacy
- (ar) Nizar Qabbani, shâ‘ir al-tajâwuz wa l-tahaddî [« Nizar Qabbani, poète de la transgression et du défi »], Tunis, Bochra al-Khayr, 2009.
- Enfances tunisiennes, Tunis, Elyzad, 2010, 384 p. (ISBN 978-9973-5803-2-0).Ouvrage collectif
- Al-Andalus, vestiges d'une utopie, Paris, Riveneuve éditions, 2013, 245 p. (ISBN 978-2-3601-3097-9).
- Zajals, Paris, Riveneuve éditions, 2014, 88 p. (ISBN 978-2-3601-3221-8).
- L'Occident d'une vie : rives et dérives  (préf. André Miquel), Paris, L'Harmattan, 2016, 176 p. (ISBN 978-2-343-08565-4).
- L'Occident et nous et vice-versa  (préf. Chedli Klibi, postface Pierre Hunt), Paris, l'Harmattan, 2016, 238 p. (ISBN 978-2-343-10371-6).
- (ar) « Al-hâla al-chi‘riyya ‘inda Nizar Qabbânî » [« L'état poétique chez Nizar Qabbani »], dans Nizar Qabbânî, al-châ‘ir al-mukhtalif, Tunis, ALECSO, 2016.
- Quatrains en déshérence : poèmes, Tunis, Leaders, 2021, 149 p. (ISBN 978-9938-9976-0-6).